# Grab des Daniel

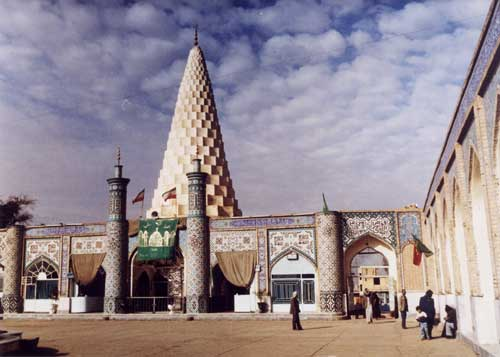
Grab des Daniel in Susa, Iran

Das Grab des Daniel bzw. das Mausoleum des Daniel in Susa, Iran, ist traditionell der Ort, wo der Prophet Daniel begraben sein soll. Neben diesem Ort beanspruchten mehrere weitere Orte im Nahen Osten sein Grab zu beherbergen. Susa aber gilt als die am meisten akzeptierte Stelle. Das Grab wurde erstmals von Benjamin von Tudela schriftlich erwähnt, der den Ort 1160 besuchte.
Daniel könnte sich nach biblischer Überlieferung während des babylonischen Exils auch in Susa aufgehalten haben (vgl. Dan 8,2 ). Über seinen Tod wird in der Bibel nichts berichtet, doch nach jüdischer und arabischer Überlieferung ist sein Grab in Susa zu finden.
Das Mausoleum hat die Form eines asymmetrischen weißen Turms. Es ist eine muslimische Pilgerstätte.